# Sis petits preludis (Bach)
Els Sis petits preludis, BWV 933-938, (en alemany, Sechs Kleine Präludien) són una sèrie de preludis escrits per a clavecí pel compositor barroc alemany Johann Sebastian Bach entre 1717 i 1720. No van ser publicats fins a 1802. Tots ells són breus estudis d'interès pedagògic, que requereixen un profund coneixement de la tècnica. Són part d'una sèrie de 18 preludis que Bach va produir en el període que va de 1717 a 1720, principalment amb finalitats educatives i, en principi, no estaven destinats per a la seva interpretació en públic.

## Anàlisi

### Petit preludi en do major, BWV 933
Aquesta miniatura és la primera peça de la sèrie. Bach la va compondre perquè els seus estudiants es familiaritzessin amb el teclat; no es va publicar fins a 1802. Aquest preludi està dividit en dues seccions curtes repetides, seguides per una variació de cada secció, i té com a objectiu adquirir una gran independència de les mans.

### Petit preludi en do menor, BWV 934
Aquesta obra és un minuet. El compositor de música per a videojocs Mike Morasky va fer una versió en la menor per a la banda sonora del videojoc Portal 2.

### Petit preludi en re menor, BWV 935
Està estructurat com una invenció a dues veus. La composició comença amb la presentació del tema i amb un contrapunt simple. Més tard, el tema i les seves exposicions es presenten en dues ocasions, amb un tercer motiu lleugerament diferent, com en el preludi anterior 

### Petit preludi en re major, BWV 936
El quart preludi és molt similar a una sonata a trio.

### Petit preludi en mi major, BWV 937
Aquest preludi és moderadament difícil i té algunes dificultats tècniques habituals en les invencions a dues veus. La composició comença amb la presentació del tema, seguida d'un abundant material temàtic secundari. El tema reapareix diverses vegades.

### Petit preludi en mi menor, BWV 938
La peça s'inicia amb la presentació del tema que està acompanyat d'un material contrapuntístic força elaborat.